# Gigantic (película)
Gigantic es una película estadounidense de comedia y drama de 2008, dirigida por Matt Aselton y protagonizada por Paul Dano, Zooey Deschanel, John Goodman, Edward Asner y Jane Alexander. La historia está basada en la niñez de Aselton con el deseo de que sus padres adopten a un niño chino. La película fue filmada en Nueva York y Connecticut. Tuvo su estreno mundial en el Festival Internacional de Cine de Toronto de 2008 y fue lanzada en Estados Unidos el 3 de abril de 2009.

## Sinopsis
Cuenta la historia de un vendedor de colchones que desea adoptar a un niño de China, pero se distrae cuando conoce a Harriet (Deschanel).

## Elenco
- Paul Dano como Brian Weathersby.
- Zooey Deschanel como Harriet "Happy" Lolly.
- John Goodman como Al Lolly.
- Edward Asner como Sr. Weathersby.
- Jane Alexander como Sra. Weathersby
- Zach Galifianakis como Hombre sin hogar.
- Clarke Peters como Roger Stovall.